# Burning Farm
Burning Farm är ett kassettalbum utgivet av Shonen Knife 1983. 

## Låtlista
1. "Miracles"
2. "Parallel Woman"
3. "Twist Barbie"
4. "Elephant Pao Pao"
5. "Tortoise Brand Pot Cleaner"
6. "Animal Song"
7. "A Day At The Factory"
8. "Burning Farm"

## Musiker
- Naoko Yamano: sång, elgitarr
- Atsuko Yamano: trummor, bakgrundssång
- Michie Nakatani: basgitarr, sång